# Airport Core Programme

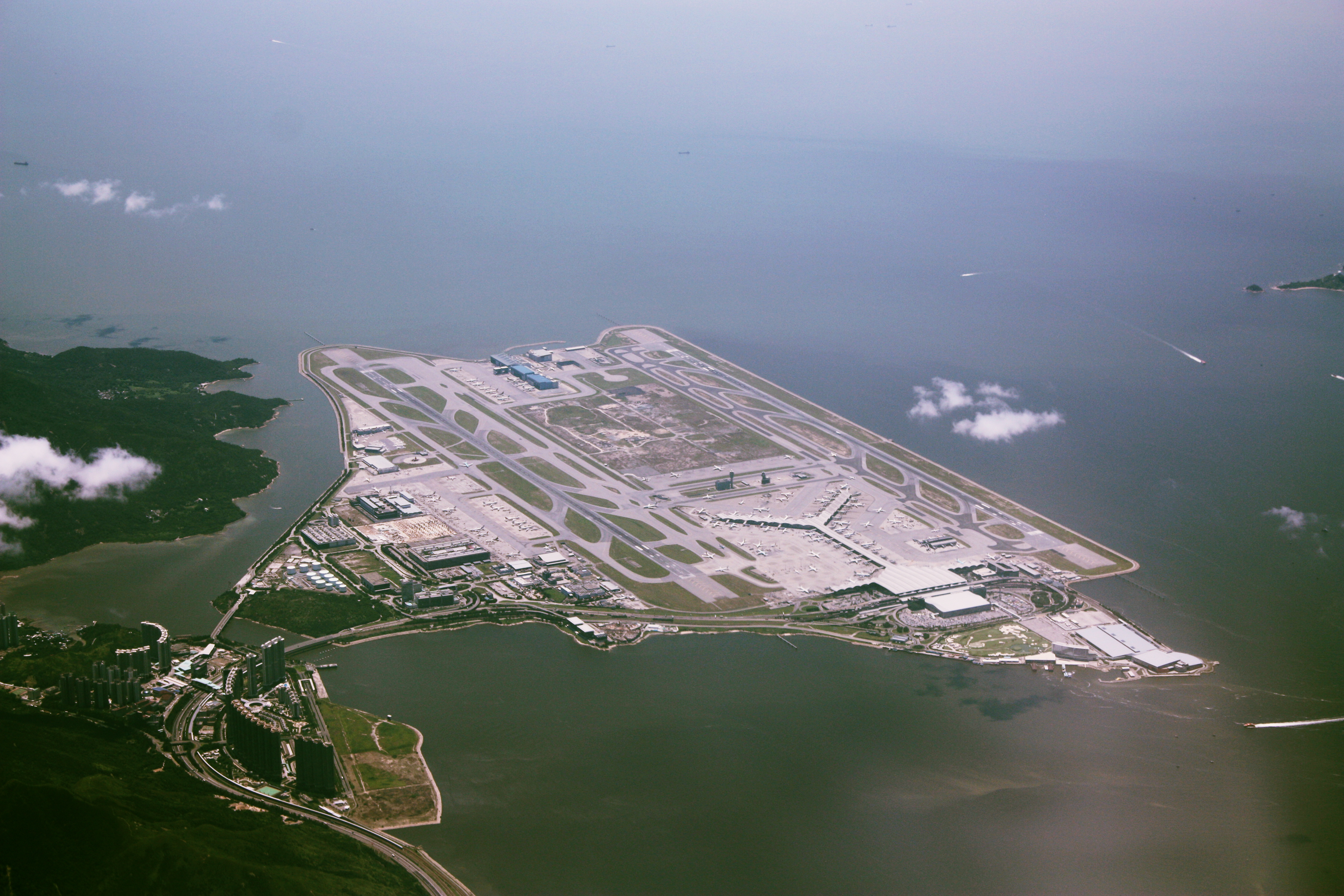
Vue aérienne de Hong Kong prise en 2010.

Airport Core Programme (en chinois : 香港機場核心計劃) est un programme de modernisation des infrastructures de Hong Kong centrées autour de la création de l'aéroport international de Hong Kong. Il fait partie du projet Rose Garden Project. L'Airport Core Programme a eu un coût d'environ 200 millions de HKD.
Son histoire est aujourd'hui retracée au centre d'exposition du Airport Core Programme.